# Neopromachus
Neopromachus is een geslacht van Phasmatodea uit de familie Phasmatidae. De wetenschappelijke naam van dit geslacht is voor het eerst geldig gepubliceerd in 1912 door Giglio-Tos.

## Soorten
Het geslacht Neopromachus omvat de volgende soorten:
- Neopromachus arfacianus (Brunner von Wattenwyl, 1907)
- Neopromachus bolivari (Brunner von Wattenwyl, 1907)
- Neopromachus buergersi Günther, 1929
- Neopromachus celebensis Günther, 1935
- Neopromachus doreyanus (Bates, 1865)
- Neopromachus dyselius Günther, 1929
- Neopromachus elegans Günther, 1929
- Neopromachus exiguus Günther, 1930
- Neopromachus extraordinarius Günther, 1936
- Neopromachus fidens (Brunner von Wattenwyl, 1907)
- Neopromachus frater (Brunner von Wattenwyl, 1907)
- Neopromachus gibbosus Günther, 1929
- Neopromachus gracilis Günther, 1929
- Neopromachus injucundus Günther, 1937
- Neopromachus insignis (Brunner von Wattenwyl, 1907)
- Neopromachus insularis (Kirby, 1889)
- Neopromachus iuxtavelatus Günther, 1937
- Neopromachus laetus Günther, 1936
- Neopromachus lobatipes (Brunner von Wattenwyl, 1907)
- Neopromachus longicaudus (Brunner von Wattenwyl, 1907)
- Neopromachus meijerei (Brunner von Wattenwyl, 1907)
- Neopromachus mirus Günther, 1929
- Neopromachus muticus (Brunner von Wattenwyl, 1907)
- Neopromachus neglectus Günther, 1929
- Neopromachus nigrogranulatus Günther, 1929
- Neopromachus nimius (Brunner von Wattenwyl, 1907)
- Neopromachus obrutus (Brunner von Wattenwyl, 1907)
- Neopromachus olbiotyphus Günther, 1929
- Neopromachus pachynotus
- Neopromachus paradoxus Günther, 1929
- Neopromachus parvulus Günther, 1929
- Neopromachus perminutus Günther, 1934
- Neopromachus pleurospinosus (Werner, 1930)
- Neopromachus posthumus Günther, 1930
- Neopromachus ramuensis Günther, 1929
- Neopromachus riparius Günther, 1929
- Neopromachus robustus (Brunner von Wattenwyl, 1907)
- Neopromachus rosarius (Guérin-Méneville, 1829-1838)
- Neopromachus scharreri Günther, 1929
- Neopromachus schlaginhaufeni Günther, 1937
- Neopromachus schultzei Giglio-Tos, 1912
- Neopromachus semoni (Brunner von Wattenwyl, 1907)
- Neopromachus sepikanus Giglio-Tos, 1912
- Neopromachus servillei (Montrouzier, 1855)
- Neopromachus simulator (Brunner von Wattenwyl, 1907)
- Neopromachus sordidus (Kirby, 1896)
- Neopromachus spinosus (Kirby, 1889)
- Neopromachus strumosus
- Neopromachus velatus Günther, 1929
- Neopromachus vestitus (Brunner von Wattenwyl, 1907)
- Neopromachus wallacei (Westwood, 1859)
- Neopromachus zernyi Günther, 1929